# تجربة إنتاج الأكسجين على المريخ ISRU

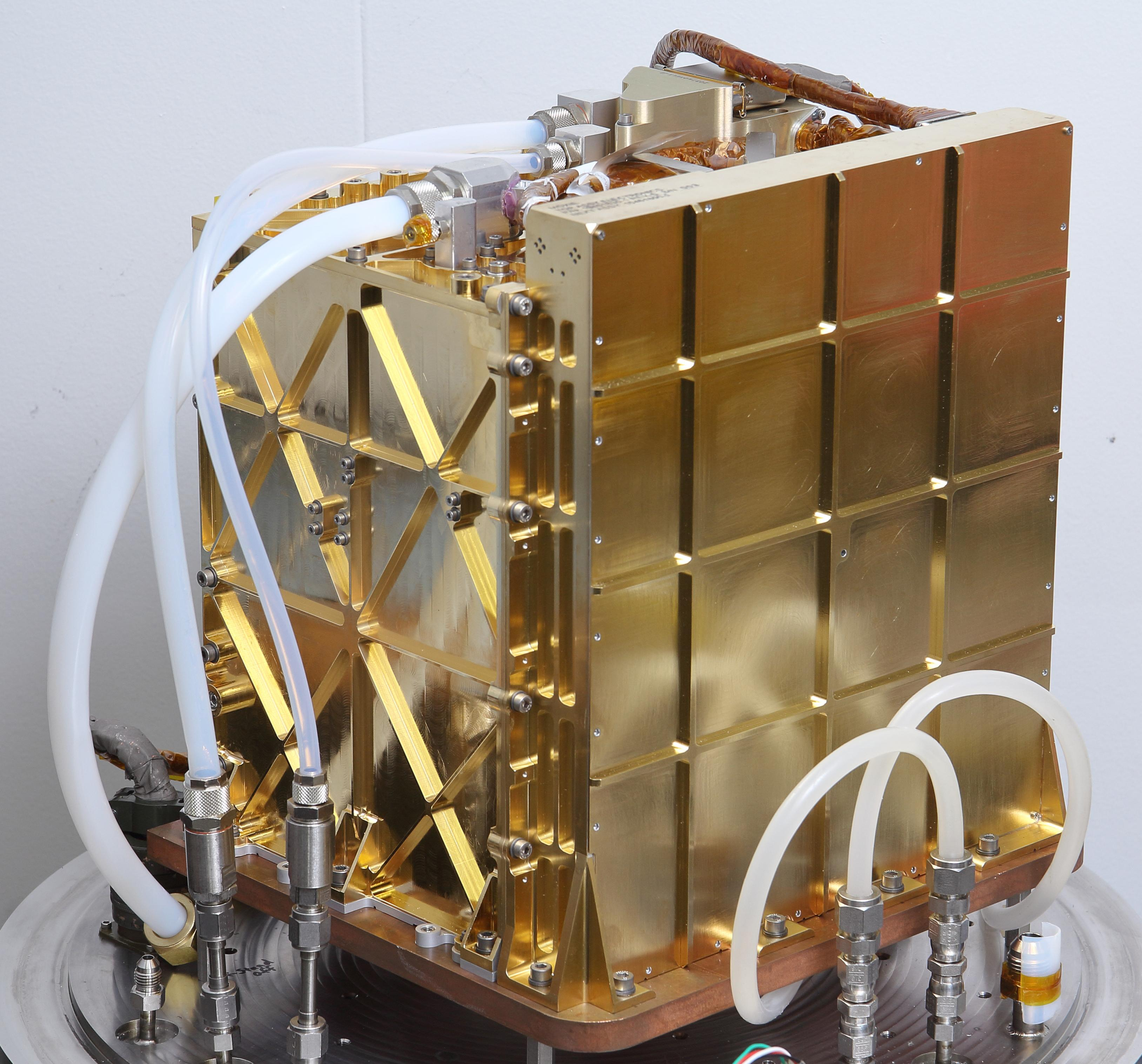
الجهاز المستخدم لإنتاج الأكسجين

تجربة استخدام موارد الأكسجين في الموقع (Mars Oxygen In-Situ Resource Utilization Experiment - MOXIE) هي عرض تقني على متن مركبة ناسا "المريخ 2020" لاستكشاف إنتاج الأكسجين على المريخ. في 20 أبريل 2021، أنتجت MOXIE الأكسجين من ثاني أكسيد الكربون في الغلاف الجوي للمريخ باستخدام التحليل الكهربائي للأكسيد الصلب، وهو أول استخراج تجريبي لمورد طبيعي من كوكب آخر للاستخدام البشري. قد يجرى في النهاية توسيع نطاق التكنولوجيا التي أظهرتها MOXIE لاستخدامها في مهمة بشرية لتوفير الأكسجين القابل للتنفس والمؤكسد والوقود والماء عن طريق الجمع بين الأكسجين المُنتَج والهيدروجين.
صُممت التجربة بالتعاون مع معهد ماساتشوستس للتكنولوجيا (MIT)، ومرصد MIT Haystack، ومختبر الدفع النفاث التابع لناسا (JPL).

## الأهداف
تتمثل أهداف MOXIE في التحضير للإستكشاف البشري مستقبلاً على سطح المريخ، من خلال استخدام الموارد الطبيعية المتاحة في الغلاف الجوي ومعالجتها بتحويل ثاني أكسيد الكربون إلى أكسجين صالح للإستخدام البشري. كمايهدف البرنامج إلى التحقق من كفاءة الجهاز التجريبي (MOXIE) كنقطة إنطلاقة للمستقبل، وإمكانية توسيع استخدام هذه التقنية بشكل أكبر مستقبلاً.

### ويُمكن تلخيص أهداف الجهاز التجريبي (MOXIE) إلى ثلاثة أهداف
1- إنتاج أكسجين صالح للإستخدام البشري بنسبة نقاء لاتقل عن 98%.
2- إنتاج أكسجين بمعدل 6- 10 جرام في الساعة (0.21 – 0.35 أونصة في الساعة).
3- القدرة على تلبية تلك المتطلبات لعشر مرات على الأقل في جميع أوقات اليوم ومُختلف الظروف البيئية والمناخية بما في ذلك العواصف الترابية.

## التطوير

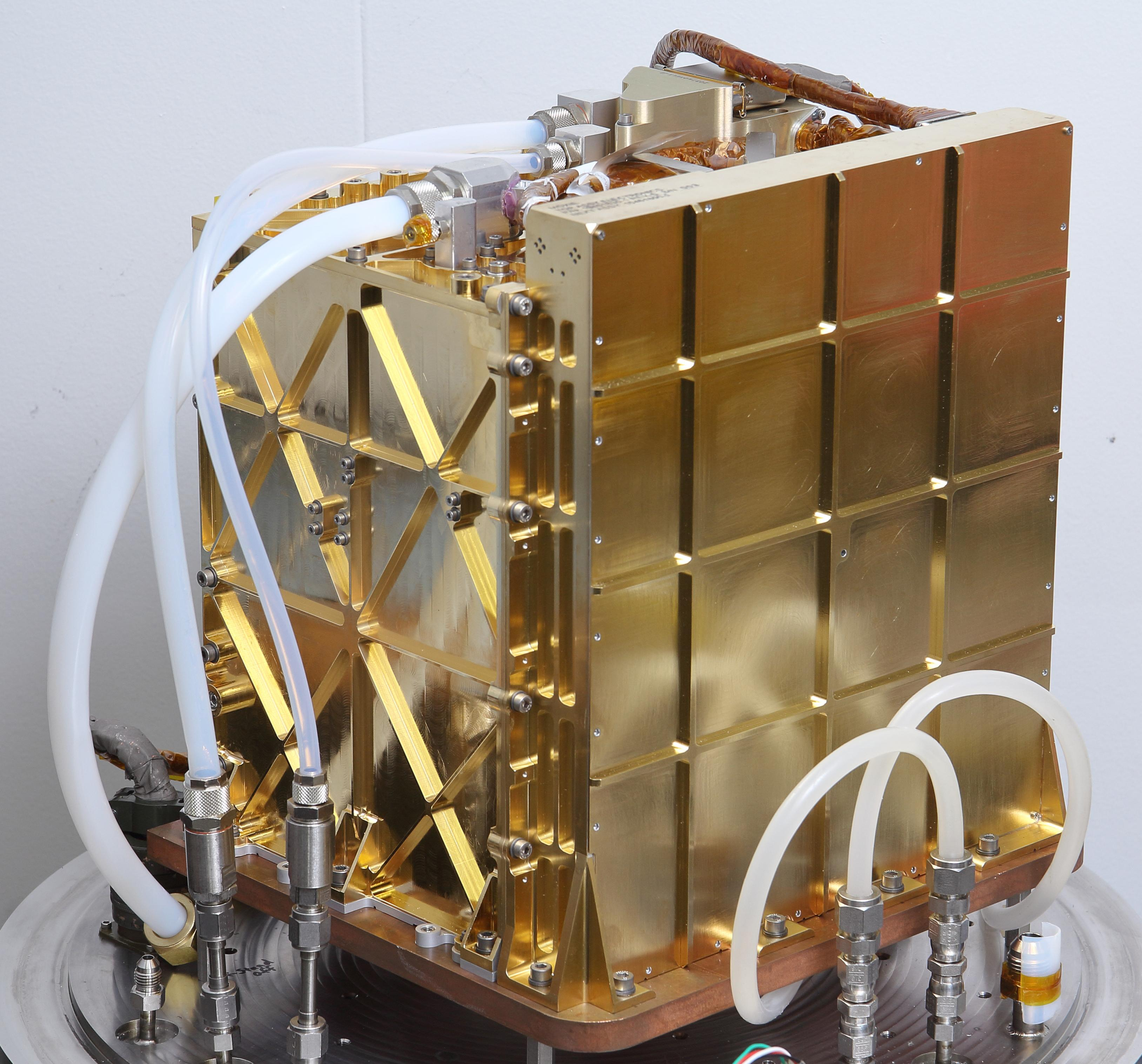
صورة عامة
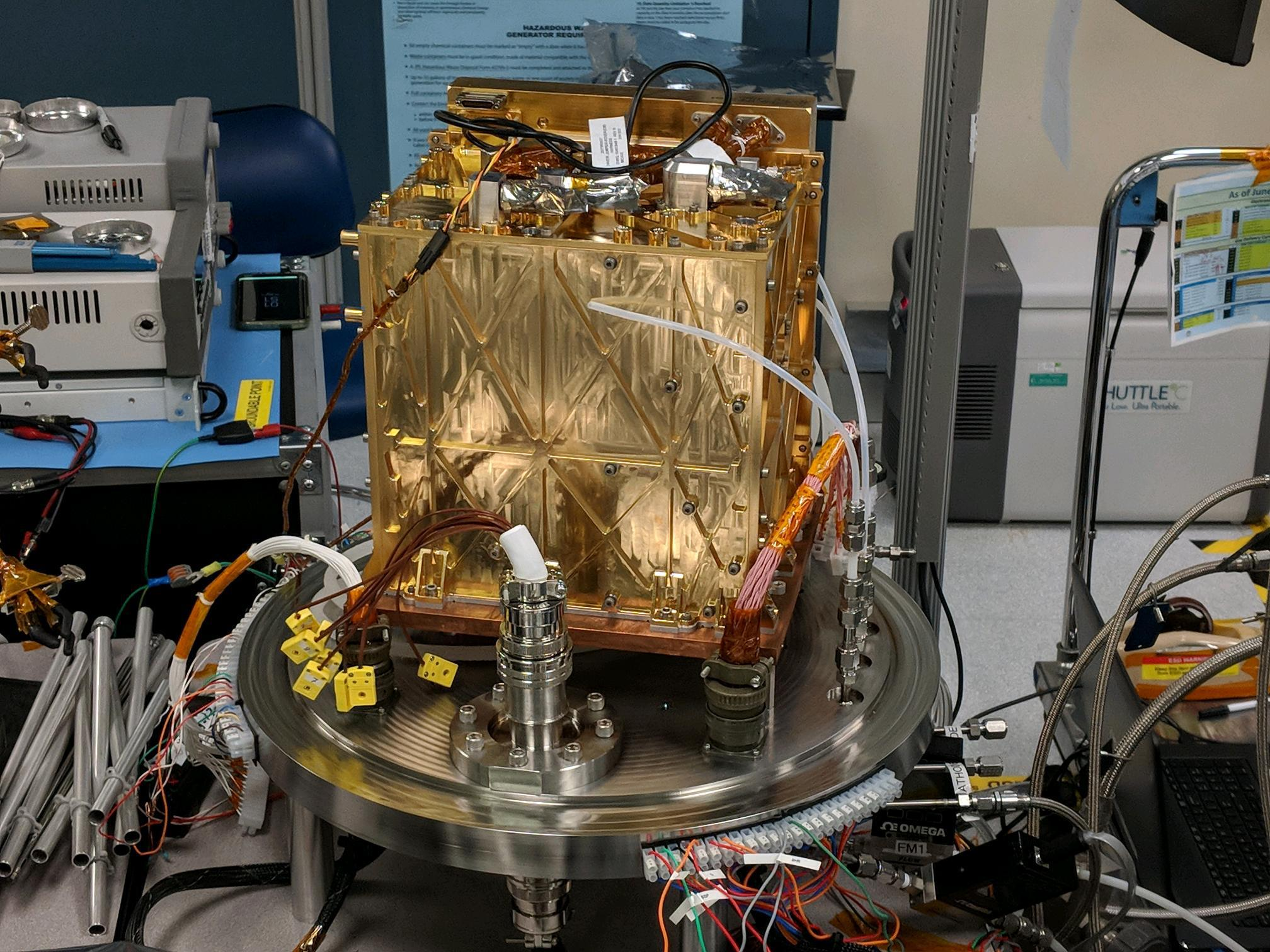
الاختبار
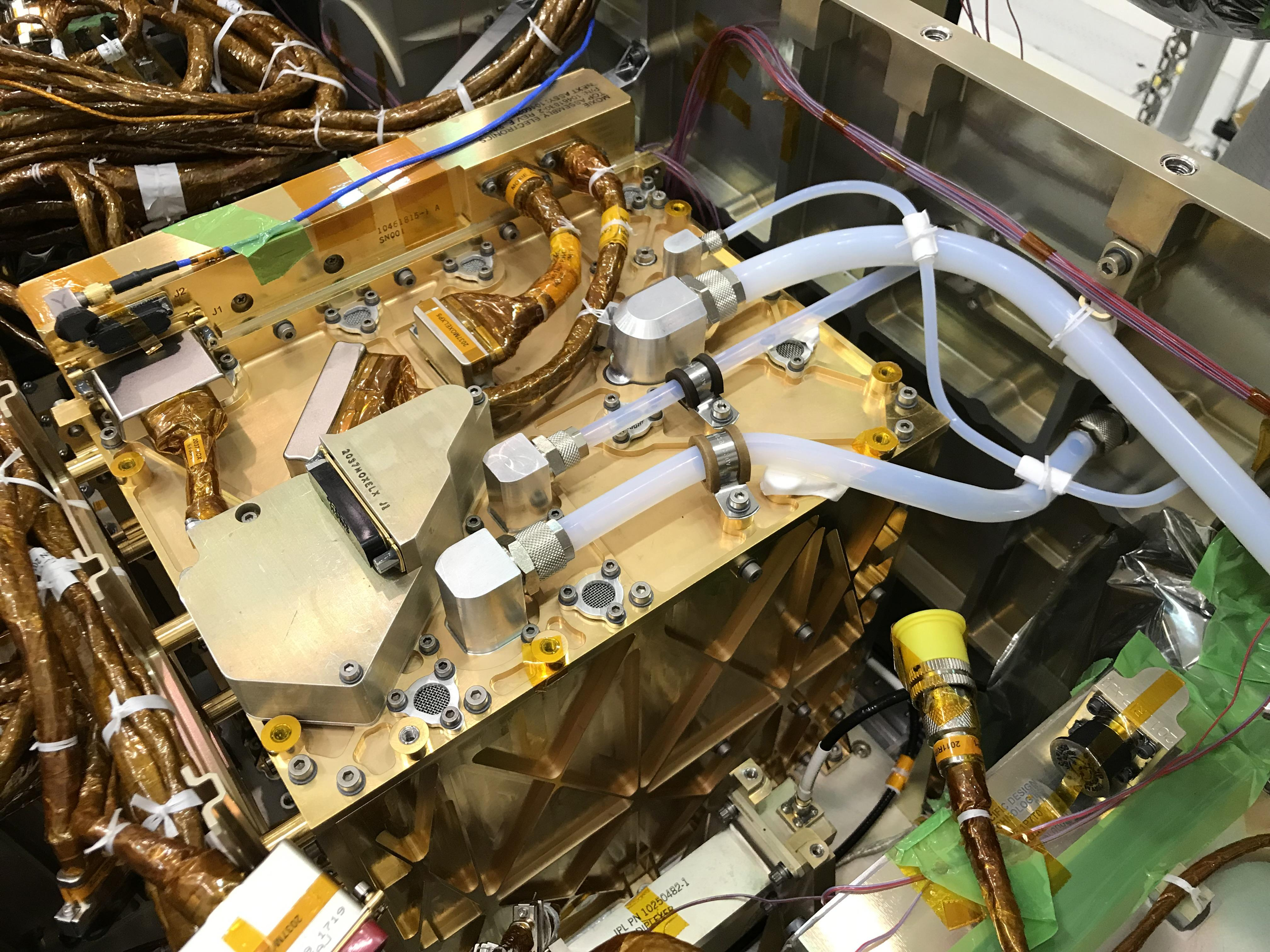
التركيب

تعتمد MOXIE على تجربة سابقة، وهي تجربة إنتاج وقود الدفع للمريخ (MIP)، والتي جرى تصميمها وصنعها للطيران في مهمة Mars Surveyor 2001 Lander. كان القصد من MIP إظهار إنتاج الوقود في الموقع (ISPP) على نطاق المختبر باستخدام التحليل الكهربائي لثاني أكسيد الكربون لإنتاج الأكسجين. جرى تأجيل عرض رحلة MIP عندما أُلغيت مهمة الهبوط Mars Surveyor 2001 بعد فشل مهمة Mars Polar Lander.
الباحث الرئيسي هو مايكل هشت من معهد ماساتشوستس للتكنولوجيا (MIT) في Haystack Observatory. نائب الباحث الرئيسي هو جيفري هوفمان من قسم الملاحة الجوية والفضائية بمعهد ماساتشوستس للتكنولوجيا. ومدير المشروع هو Jeff Mellstrom من معمل الدفع النفاث في ناسا (JPL). إلى جانب معهد ماساتشوستس للتكنولوجيا ومختبر الدفع النفاث، فإن المساهمين الرئيسيين هم شركة OxEon Energy (شركة Ceramatec سابقًا) وشركة Air Squared. ومن بين المساهمين الآخرين إمبريال كوليدج لندن، وSpace Exploration Instruments LLC، وDestiny Space Systems LLC، ومعهد نيلز بور في جامعة كوبنهاغن، وجامعة ولاية أريزونا ، والجامعة التقنية في الدنمارك.

## المبدأ
تقوم تجربة MOXIE على أخذ عينة من الغلاف الجوي للمريخ وضغطها وتسخينها باستخدام مرشح HEPA وضاغط حلزوني وسخانات بجانب العزل، ثم يقسم جزيئات ثاني اكسيد الكربون CO2 إلى O وCO باستخدام التحليل الكهربائي للأكسيد الصلب، حيث تتحد ذرات O لتشكيل الأكسجين الغازي، O2. تتطلب عملية التحويل درجة حرارة تقارب 800 درجة مئوية. تعمل خلية التحليل الكهربائي للأكسيد الصلب على مبدأ أنه، في درجات حرارة مرتفعة، بعض أكاسيد السيراميك، مثل الزركونيا المستقرة بواسطة الإيتريا (YSZ) والسيريا المخدرة، تصبح موصلات أيون أكسيد (O 2–). يجري وضع قرص رفيع غير مسامي من YSZ (إلكتروليت صلب) بين قطبين مساميين.يُنشر CO 2 من خلال القطب المسامي (الكاثود) ويصل على مقربة من حدود القطب مع الإلكتروليت. من خلال مزيج من التفكك الحراري والتحفيز الكهربائي، تتحرر ذرة الأكسجين من جزيء CO2 وتلتقط إلكترونين من الكاثود ليصبحا أكسيد أيون (O 2–). وينتقل أيون الأوكسجين عبر شواغر أيون الأكسجين في الشبكة البلورية للإلكتروليت، يجري نقل أيون الأكسجين إلى حدود الأنود مع الإلكتروليت بسبب تطبيق جهد مستمرDC. في هذه المنطقة، ينقل أيون الأكسجين شحنته إلى الأنود، ويتحد مع ذرة أكسجين أخرى لتكوين الأكسجين (O 2)، وينتشر خارج الأنود. وبالتالي فإن صافي التفاعل هو

2CO2 {\displaystyle \longrightarrow } 2CO + O2. 

لا يجري فصل الغازات الخاملة مثل N2 والآرجون، لكنها تعود إلى الغلاف الجوي مع أول أكسيد الكربون (CO) وثاني أكسيد الكربون غير المستخدم.

## تجربة المريخ

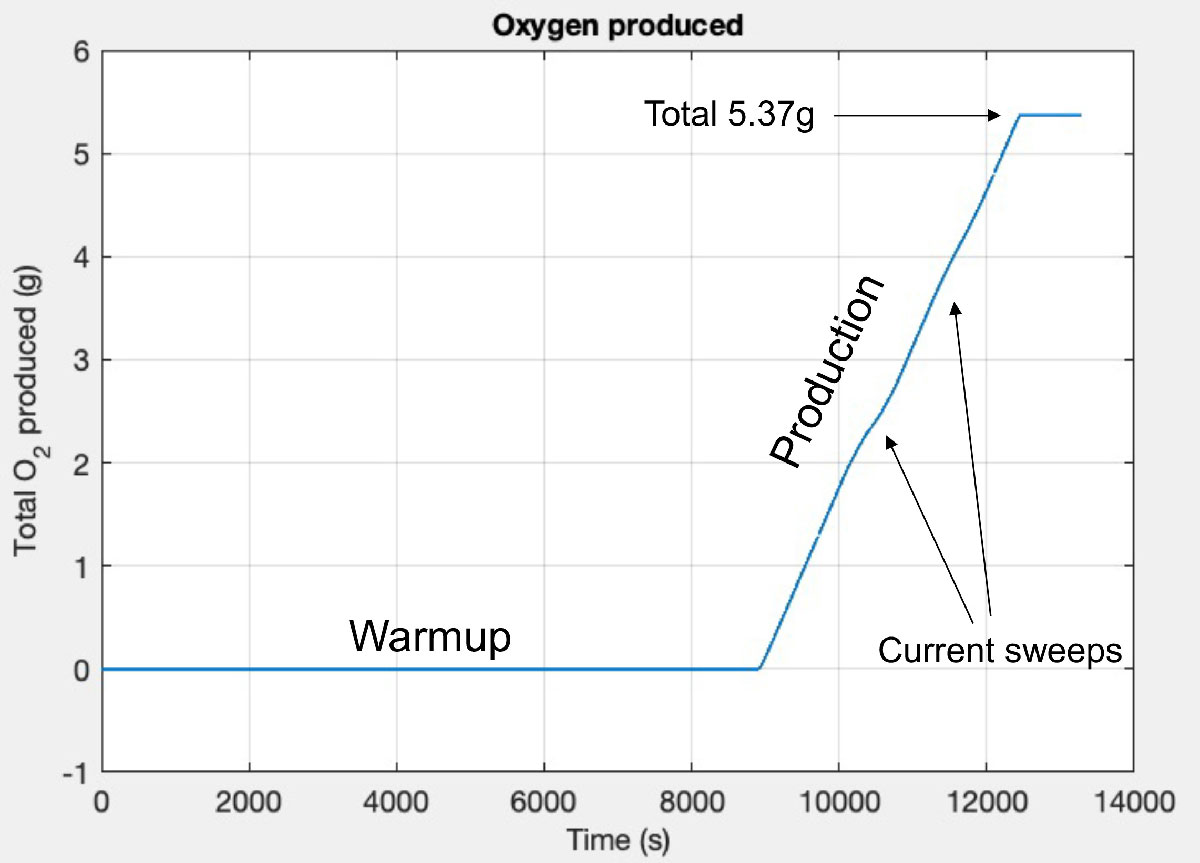
MOXIE أول اختبار لإنتاج الأكسجين المريخي في 20 أبريل 2021 الرسم البياني

جرى تحقيق إنتاج الأكسجين في 20 أبريل 2021، أو في الصباح الباكر في اليوم المريخي 60 في فوهة جيزيرو، حيث أُنتج 5.37 جرامًا من الأكسجين في ساعة واحدة، وهو ما يعادل ما يحتاجه رائد الفضاء في المريخ للتنفس لمدة 10 دقائق تقريبًا. صُممت تجربة MOXIE لتوليد ما يصل إلى 10 جرامات من الأكسجين بأمان في الساعة، في حين أن الإنتاج النظري يقتصر على 12 جرامًا من الأكسجين في الساعة بسبب القدرة المحدودة لإمدادات الطاقة 4 أمبير.
خُططت تجربة MOXIE لاستخراج الأكسجين تسع مرات أخرى على مدار ما يقرب من عامين أرضيين، أو سنة مريخية واحدة، على ثلاث مراحل ؛ ستعمل المرحلة الأولى على مزيد من التحقيق في إنتاج الأكسجين، والثانية لاختبار التجربة في أوقات مختلفة من اليوم والفصول والظروف الجوية، والثالثة لإنتاج الأكسجين في درجات حرارة مختلفة وتغيير طريقة التشغيل للتحقق من الاختلافات في الإنتاج.

## دلالات التجربة
صرح مسؤولو ناسا أنه إذا جرت تجربة MOXIE بكفاءة، فيمكنهم إرسال جهاز إلى المريخ يعتمد على تلك التجربة لكنه أكبر بمقدار 200 مرة، إلى جانب محطة طاقة قادرة على توليد 25-30 كيلوواط. على مدار عام أرضي واحد تقريبًا، سيُنتج هذا النظام ما لا يقل عن كيلوجرامين من الأكسجين في الساعة لدعم مهمة بشرية في وقت ما في ثلاثينيات القرن الحالي. يمكن استخدام الأكسجين المُخزن للتنفس، ولكن الحاجة الأساسية هي استخدامه عاملًا مؤكسدًا في مركبة صعود المريخ (MAV). يمكن أيضًا جمع ثاني أكسيد الكربون، وهو منتج ثانوي للتفاعل، واستخدامه كوقود منخفض الدرجة أو يتفاعل مع الماء لتكوين الميثان (CH4) لاستخدامه كوقود أساسي. وهناك استخدام بديل، حيث يمكن لنظام توليد الأكسجين أن يملأ خزان أكسجين صغير لدعم مهمة عودة العينة. إذا جرى دمج الأكسجين المنتج مع الهيدروجين، فيمكن أيضًا تكوين الماء.

## روابط خارجية
- موقع الصفحة الرئيسية لـ مهمة المريخ 2020